# Metelgrad
Metelgrad prvi hrvatski virtualni kulturni grad. Objedinjuje Metelwin Digital Library, najveću hrvatsku digitalnu knjižnicu, zatim korisnike najpopularnijeg programskog proizvoda za knjižničarstvo Metelwin, prvi hrvatski internet sajam knjiga 'Knjiga na mreži', najveći i najdetaljniji hrvatski katalog biografija autora i poznatih osoba te sve druge usluge i proizvode zanimljive posjetitljima.

## Vanjske poveznice
- GISKO Katalozi u Hrvatskoj